# Regierungsbezirk Breslau

Verwaltungsgliederung Schlesiens (1905):

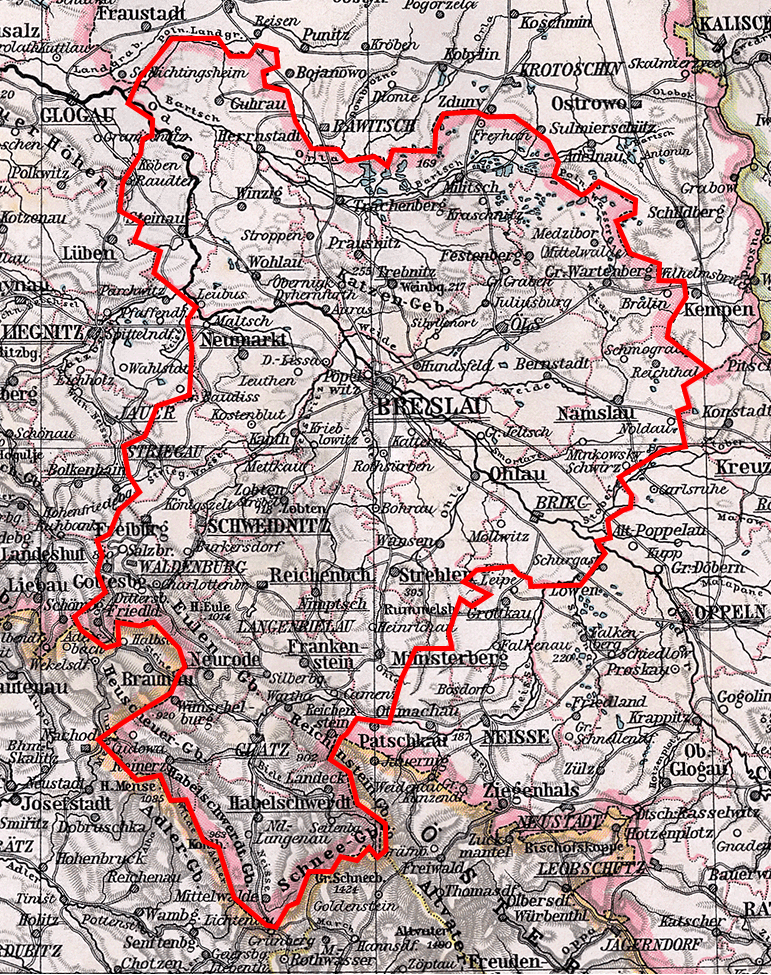
Historische Karte des Regierungsbezirks Breslau in Schlesien, 1905

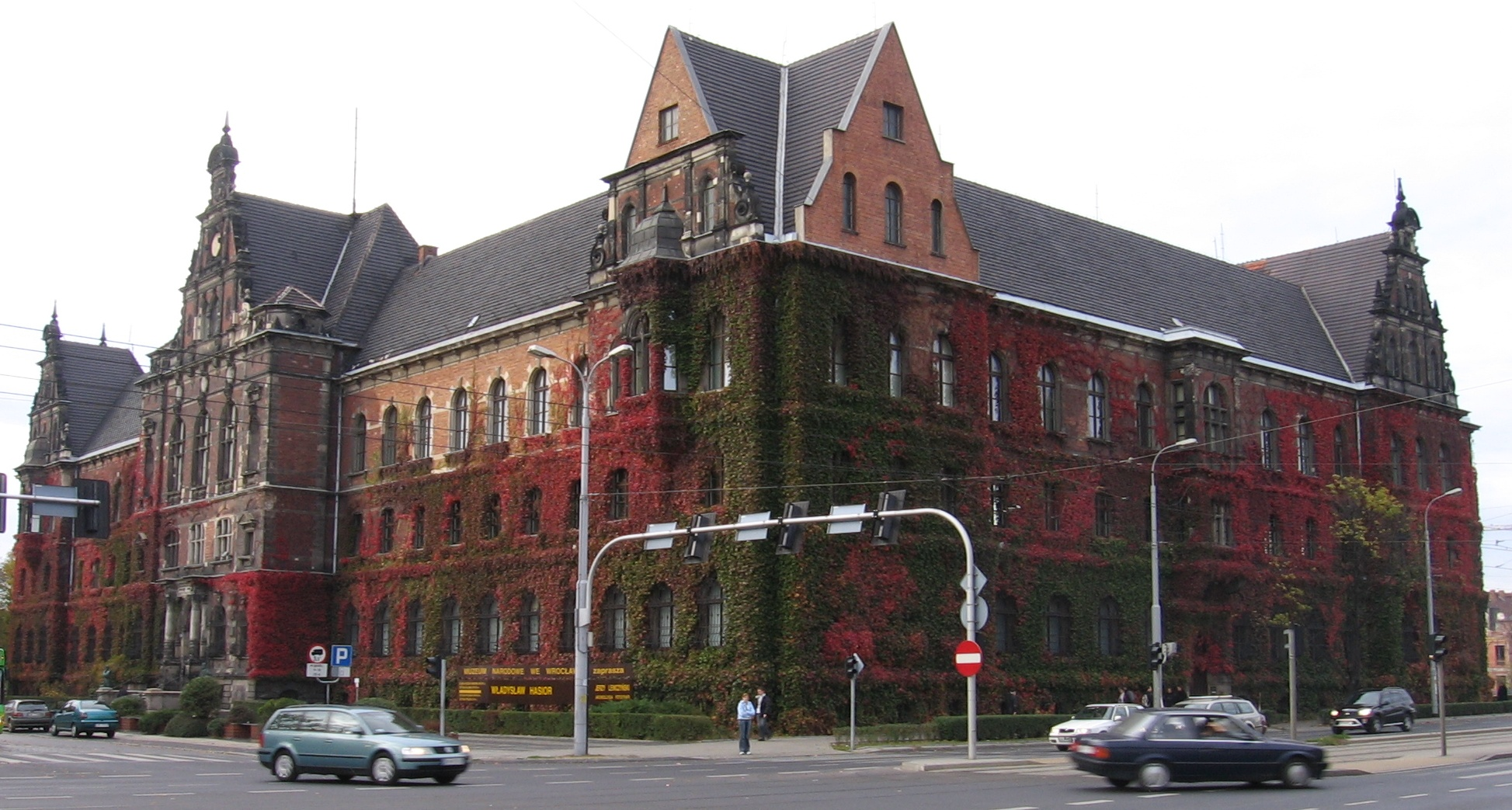
Königliches Regierungsgebäude in Breslau (heute Nationalmuseum).

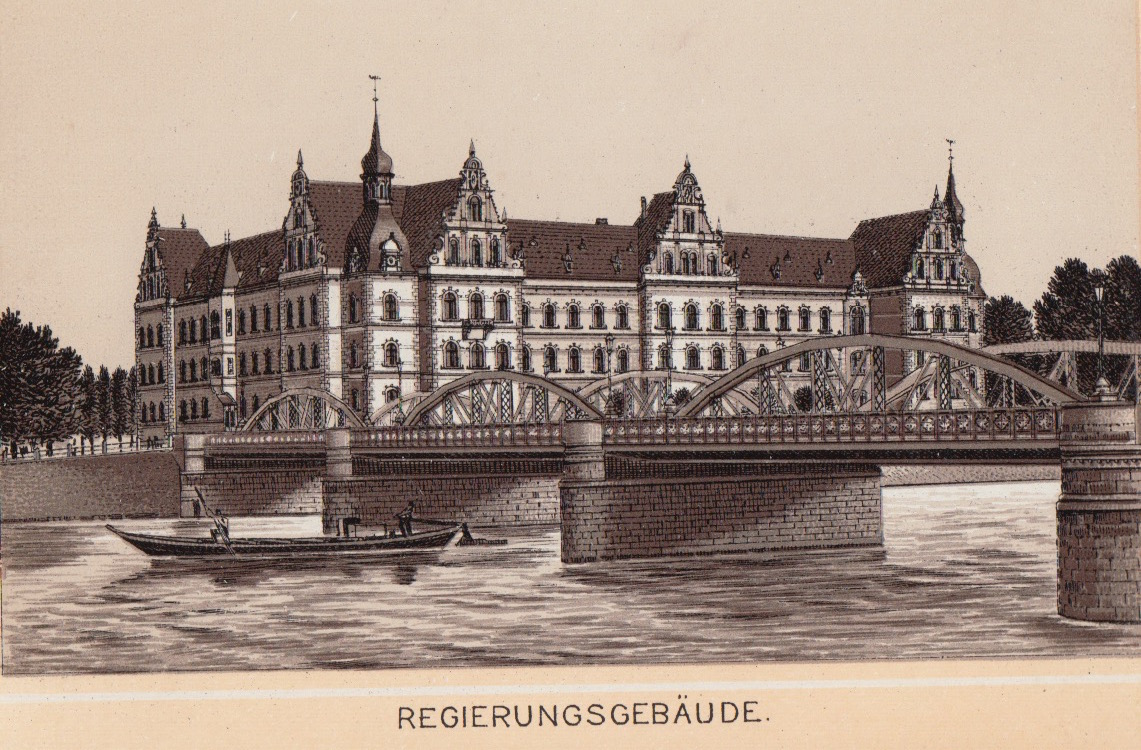
Regierungsgebäude um 1885

Der Regierungsbezirk Breslau war ein preußischer Regierungsbezirk in der Provinz Schlesien. Er bestand von 1813 bis 1945 und umfasste den mittleren Teil Schlesiens. Zwischen 1919 und 1938 und ab 1941 war Schlesien in zwei Provinzen geteilt, der Regierungsbezirk Breslau gehörte dabei jeweils zur Provinz Niederschlesien. Der Verwaltungssitz befand sich in der Provinzhauptstadt Breslau. Andere wichtige Städte des Regierungsbezirks waren Waldenburg, Schweidnitz, Glatz, Ohlau, Brieg, Namslau und Oels.
Das östlich angrenzende Oberschlesien gehörte zum Regierungsbezirk Oppeln, der westlich angrenzende Teil Niederschlesiens zum Regierungsbezirk Liegnitz. Südwestlich lag bis 1820 der kurzlebige Regierungsbezirk Reichenbach. Im Norden grenzte das Gebiet an die Provinz Posen, ab 1919 an Polen, im Süden an die österreichischen Kronländer Böhmen, Mähren und Schlesien und ab 1919 an die Tschechoslowakei.
Der Regierungsbezirk Breslau wurde unter anderem in dem Organisationsedikt von 1815 als Mittelschlesien bezeichnet.
Im Jahre 1819 lebten im Regierungsbezirk Breslau 838.253 Menschen (Gebietsstand 1822), davon waren 755.553 Deutsche, 66.500 Polen, 8.900 Tschechen und 7.300 Juden.
Der Regierungsbezirk umfasste folgende Stadt- und Landkreise (Stand 1910):
| Stadtkreise 1. Breslau 2. Brieg (seit 1907) 3. Schweidnitz | Kreise und Landkreise 1. Landkreis Breslau 2. Landkreis Brieg 3. Kreis Frankenstein 4. Kreis Glatz 5. Kreis Groß Wartenberg 6. Kreis Guhrau 7. Kreis Habelschwerdt 8. Kreis Militsch 9. Kreis Münsterberg 10. Kreis Namslau 11. Kreis Neumarkt 12. Kreis Neurode 13. Kreis Nimptsch 14. Kreis Oels 15. Kreis Ohlau 16. Kreis Reichenbach 17. Landkreis Schweidnitz 18. Kreis Steinau 19. Kreis Strehlen 20. Kreis Striegau 21. Kreis Trebnitz 22. Kreis Waldenburg 23. Kreis Wohlau |

## Regierungspräsidenten
- 1813–1845: Friedrich Theodor von Merckel
- 1845–1848: Wilhelm von Wedell
- 1848–1856: Johann Eduard von Schleinitz (kommissarisch)
- 1856–1863: Robert von Prittwitz und Gaffron
- 1863–1869: Johann Eduard von Schleinitz
- 1869–1872: Eberhard zu Stolberg-Wernigerode
- 1873–1874: Ferdinand von Nordenflycht
- 1874–1877: Adolf von Arnim-Boitzenburg
- 1877–1879: Robert von Puttkamer
- 1879–1881: Otto Theodor von Seydewitz
- 1881–1894: Woldemar Junker von Ober-Conreuth
- 1894–1903: Wilhelm von Heydebrand und der Lasa
- 1903–1909: Friedrich von Holwede
- 1909–1911: Philipp von Baumbach
- 1911–1916: Georg von Tschammer und Quaritz
- 1916–1919: Traugott von Jagow
- 1919–1930: Wolfgang Jaenicke
- 1930–1933: Wilhelm Happ
- 1933–1945: Georg Kroll